# XV (album TVXQ)
XV – dziesiąty japoński album studyjny południowokoreańskiej grupy TVXQ, wydany 16 października 2019 roku przez Avex Trax.
Ukazał się w sześciu edycjach: regularnej (CD), dwóch limitowanych (CD+DVD i CD+Blu-ray), „Bigeast” oraz dwóch wersjach „Gift”. Album osiągnął 1 pozycję w rankingu Oricon i pozostał na liście przez 15 tygodni, sprzedał się w nakładzie ponad 186 012 egzemplarzy w Japonii. Zdobył status złotej płyty.

## Lista utworów
| CD  | CD                                                   | CD                 | CD                                                                               | CD      |
| Nr  | Tytuł utworu                                         | Tekst              | Kompozycja                                                                       | Długość |
| --- | ---------------------------------------------------- | ------------------ | -------------------------------------------------------------------------------- | ------- |
| 1.  | „Hello”                                              | H.U.B.             | Hi-yunk                                                                          | 4:03    |
| 2.  | „Manipulate”                                         | Kelly              | Matthew Tishler, Elizabeth Russo, Kara Madden                                    | 2:57    |
| 3.  | „Hot Sauce”                                          | Kelly              | Ryosuke "Dr.R" Sakai, Elizabeth Abrams, Lola Blanc, Brandon Wollman              | 2:38    |
| 4.  | „Six in the morning”                                 | Kelly              | Jonas Jeberg, Neil Ormandy, Dillon Deskin                                        | 2:53    |
| 5.  | „Hot Hot Hot”                                        | Kelly              | Chris Wahle, Didrik Thott, Chris Meyer                                           | 3:39    |
| 6.  | „Master”                                             | Kelly              | Bleu, Mats Valentin                                                              | 3:50    |
| 7.  | „Mekakushi” (jap. 目隠し)                            | Tsukiko Nakamura   | Hi-yunk                                                                          | 4:02    |
| 8.  | „Everyday”                                           | H.U.B.             | Willie Weeks, Kyler Niko                                                         | 3:30    |
| 9.  | „Hotaru no namida” (jap. ホタルの涙)                 | Mami Yamada        | Mami Yamada                                                                      | 4:06    |
| 10. | „Crimson Saga”                                       | H.U.B.             | Benny Jansson, Jonathan Bratthall-Tideman                                        | 4:05    |
| 11. | „Guilty”                                             | Kelly, Mhiro       | UTA, Sunny Boy                                                                   | 3:53    |
| 12. | „Mirrors” (jap. ミラーズ)                            | Tsukiko Nakamura   | Hi-yunk                                                                          | 4:08    |
| 13. | „Jealous”                                            | H.U.B.             | Chris Wahle, Didrik Thott, Chris Meyer                                           | 3:20    |
| 14. | „Yukifuru yoru no Ballade” (jap. 雪降る夜のバラード) | Katsuhiko Yamamoto | Katsuhiko Yamamoto                                                               | 5:43    |
| 15. | „Pay it forward”                                     | H.U.B.             | Steve Manovski, Craig Smart, Shaun Smith, Casey May, Jenson David Aubrey Vaughan | 3:06    |
| 16. | „Truth” (hiden track)                                | H.U.B.             | Thomas Troelson, Jacob Littrell                                                  | 2:57    |

| Blu-ray/DVD | Blu-ray/DVD                                                     | Blu-ray/DVD |
| Nr          | Tytuł utworu                                                    | Długość     |
| ----------- | --------------------------------------------------------------- | ----------- |
| 1.          | „Jealous” (Video Clip)                                          |             |
| 2.          | „Hot Hot Hot” (Video Clip)                                      |             |
| 3.          | „Guilty” (Video Clip)                                           |             |
| 4.          | „Jealous” (Jacket Off Shot Movie)                               |             |
| 5.          | „Jealous” (Video Clip Off Shot Movie)                           |             |
| 6.          | „Hot Hot Hot” (Jacket Off Shot Movie)                           |             |
| 7.          | „Hot Hot Hot” (Video Clip Off Shot Movie)                       |             |
| 8.          | „XV” (Jacket Off Shot Movie)                                    |             |
| 9.          | „Guilty” (Video Clip Off Shot Movie)                            |             |
| 10.         | „a-nation 2018 supported by dTV & dTV Channel” (Off Shot Movie) |             |

| DVD (Bigeast) | DVD (Bigeast)                                           | DVD (Bigeast) |
| Nr            | Tytuł utworu                                            | Długość       |
| ------------- | ------------------------------------------------------- | ------------- |
| 1.            | „Reboot” (a-nation 2018 supported by dTV & dTV Channel) |               |

## Notowania
| Lista                            | Pozycja |
| -------------------------------- | ------- |
| Oricon Weekly Albums Chart       | 1       |
| Oricon Yearly Albums Chart       | 18      |
| Billboard Japan Hot Albums       | 1       |
| Billboard Japan Top Albums Sales | 1       |